# Gold Beach (Oregon)
Gold Beach (tolowa nyelven yan-shu’-chit, yan-shuu-chit’-dvn) az Amerikai Egyesült Államok északnyugati részén, Oregon állam Curry megyéjében, az óceánparton, a Rogue-folyótól délre, a Barley (más néven Bailey) partszakaszon elhelyezkedő város, a megye székhelye. A 2020. évi népszámláláskor 2341 lakosa volt. Területe 7,15 km², melyből 0,6 km² vízi.
A város iskolái a Közép-Curryi Iskolakerület alá tartoznak; ezekből kettő (Riley Creek Elementary School (általános iskola) és Gold Beach High School (gimnázium)) a közösség területén találhatóak.
A településen található a Gold Beach-i városi repülőtér.

## Történet
A közösséget Ellensburg néven alapították, de később a Rogue-folyónál talált aranyról elnevezett Aranypart után Gold Beach-nek keresztelték át. Ellensburgh postahivatalát 1853-ban alapították, ezt 1877-ben Ellensburgra, 1890-ben pedig Gold Beach-re nevezték át.
1895-től az USA-ban fennmaradt kettő postacsónak közül az egyik a folyón felfelé található Agnessbe továbbította a küldeményeket.
A település 1859 óta viseli a megyeszékhelyi szerepet, habár városi rangot csak 1945-ben kapott.

## Éghajlat
A város telei hűvösek és csapadékosak, nyarai pedig általában szárazak. 1948 és 2012 között a januári maximum hőmérséklet 12,2 °C, a minimum pedig 5 °C volt, júliusban pedig a maximum 20 °C, a minimum pedig 10,6 °C volt. A hőmérő higanyszála évente mindössze 0,1 nap időtartamra megy 32,2 fok fölé, valamint 9,2 nap marad fagypont alatt. A melegrekord (38,9 °C) 1973. szeptember 10-én, a hidegrekord (-11,1 °C) pedig 1962. január 21-én dőlt meg.
1948 és 2014 között az éves csapadékmennyiség 2030 milliméter volt, melynek többsége október és április között esett. Évente 132 nap van számottevő csapadék. A legtöbb eső (2952,2 mm) az 1973 júliusa és 1974 júniusa, a legkevesebb (986,3 mm) pedig az 1976 júliusa és 1977 júniusa közötti időszakban hullott. A legesősebb hónap 1973 novembere volt, ekkor 875,8 mm hullt, a 24 óra alatt esett legtöbb csapadék rekordja pedig 1987. december 3-án dőlt meg 201,7 mm-rel. A hóesés ritka, évente átlagosan mindössze 0,51 centiméter hull. A legtöbb hó (230 centiméter) 1972-ben volt, ebből 170 centi januárban, 60 centiméter pedig decemberben hullt.
A Köppen-skála alapján a város éghajlata meleg nyári mediterrán (Csb-vel jelölve). A legcsapadékosabb december hónap, a legszárazabb pedig a július–augusztus közötti időszak. A legmelegebb hónap augusztus, a leghidegebb pedig december.
| Hónap                         | Jan.  | Feb. | Már. | Ápr. | Máj. | Jún. | Júl. | Aug. | Szep. | Okt. | Nov. | Dec. | Év    |
| ----------------------------- | ----- | ---- | ---- | ---- | ---- | ---- | ---- | ---- | ----- | ---- | ---- | ---- | ----- |
| Rekord max. hőmérséklet (°C)  | 22,8  | 25,0 | 26,7 | 32,2 | 31,7 | 32,2 | 31,7 | 31,1 | 38,9  | 32,8 | 24,4 | 22,2 | 38,9  |
| Átlagos max. hőmérséklet (°C) | 12,8  | 12,8 | 13,9 | 15,0 | 16,7 | 18,3 | 20,0 | 20,6 | 20,0  | 17,8 | 13,9 | 12,2 | 16,2  |
| Átlaghőmérséklet (°C)         | 9,2   | 9,2  | 9,8  | 10,9 | 12,5 | 14,2 | 15,6 | 15,9 | 15,3  | 13,4 | 10,3 | 8,6  | 12,1  |
| Átlagos min. hőmérséklet (°C) | 5,6   | 5,6  | 5,6  | 6,7  | 8,3  | 10,0 | 11,1 | 11,7 | 10,6  | 8,9  | 6,7  | 5,0  | 8,0   |
| Rekord min. hőmérséklet (°C)  | −11,1 | −6,1 | −2,2 | −2,2 | −0,6 | 1,7  | 2,2  | 1,1  | 4,4   | −0,6 | −3,9 | −8,9 | −11,1 |
| Átl. csapadékmennyiség (mm)   | 291   | 270  | 257  | 169  | 94   | 48   | 10   | 19   | 36    | 125  | 297  | 350  | 1966  |
| Forrás: The Weather Channel   |       |      |      |      |      |      |      |      |       |      |      |      |       |

## Népesség

### 2010
A 2010-es népszámláláskor a városnak 2253 lakója, 1070 háztartása és 614 családja volt. A népsűrűség 343,9 fő/km2. A lakóegységek száma 1322, sűrűségük 201,8 db/km2. A lakosok 91,5%-a fehér, 0,3%-a afroamerikai, 2%-a indián, 0,8%-a ázsiai,  0,6%-a egyéb, 4,7%-a pedig kettő vagy több etnikumú. A spanyol vagy latino származásúak aránya 4,9% (2,8% mexikói, 0,9% Puerto Ricó-i,  1,2% egyéb spanyol vagy latino származású.)
A háztartások 19,8%-ában élt 18 évnél fiatalabb. 43,2% házas, 10% egyedülálló nő, 4,2% egyedülálló férfi, 42,6% pedig nem család. 37,8% egyedül élt; 16,1%-uk 65 éves vagy idősebb. Egy háztartásban átlagosan 2,05 személy élt; a családok átlagmérete 2,6 fő.
A medián életkor 50,6 év volt. A város lakóinak 16,5%-a 18 évesnél fiatalabb, 5,8% 18 és 24 év közötti, 18,4%-uk 25 és 44 év közötti, 36,5%-uk 45 és 64 év közötti, 22,7%-uk pedig 65 éves vagy idősebb. A lakosok 48,5%-a férfi, 51,5%-a pedig nő.

### 2000
A 2000-es népszámláláskor  a városnak 1897 lakója, 829 háztartása és 509 családja volt. A népsűrűség 289,6 fő/km2. A lakóegységek száma 987, sűrűségük 150,7 db/km2. A lakosok 93,09%-a fehér, 0,26%-a afroamerikai, 2,21%-a indián, 0,9%-a ázsiai, 0,05%-a a Csendes-óceáni szigetekről származik, 1,16%-a egyéb-, 2,32%-a pedig kettő vagy több etnikumú. A spanyol vagy latino származásúak aránya 2,69% (2,1% mexikói,   0,6% pedig egyéb spanyol/latino származású.)
A háztartások 24,4%-ában élt 18 évnél fiatalabb. 48,7% házas, 10,3% egyedülálló nő; 38,5% pedig nem család. 33,2% egyedül élt; 14,7%-uk 65 éves vagy idősebb. Egy háztartásban átlagosan 2,19 személy élt; a családok átlagmérete 2,75 fő.
A város lakóinak 21%-a 18 évesnél fiatalabb, 6,2% 18 és 24 év közötti, 23,4%-uk 25 és 44 év közötti, 30,5%-uk 45 és 64 év közötti, 19%-uk pedig 65 éves vagy idősebb. A medián életkor 45 év volt. Minden 100 nőre 92,4 férfi jut; a 18 évnél idősebb nőknél ez az arány 91,2.
A háztartások medián bevétele 30 243 amerikai dollár, ez az érték családoknál $37 634. A férfiak medián keresete $31 083, míg a nőké $23 512. A város egy főre jutó bevétele (PCI) $16 717. A családok 8,8%-a, a teljes népesség 12,4%-a élt létminimum alatt; a 18 év alattiaknál ez a szám 12,8%, a 65 évnél idősebbeknél pedig 6,9%.

## Híres személyek
- Bridgette Wilson-Sampras – színésznő[14]
- Gregory Harrison – színész[15]
- Travis Rush – countryénekes[16]

## Fordítás
Ez a szócikk részben vagy egészben  a   Gold Beach, Oregon című angol Wikipédia-szócikk ezen változatának fordításán alapul.  Az eredeti cikk szerkesztőit annak laptörténete sorolja fel. Ez a jelzés csupán a megfogalmazás eredetét és a szerzői jogokat jelzi, nem szolgál a cikkben szereplő információk forrásmegjelöléseként.